# Nephelodes subnotata
Nephelodes subnotata är en fjärilsart som beskrevs av Walker 1869. Nephelodes subnotata ingår i släktet Nephelodes och familjen nattflyn. Inga underarter finns listade i Catalogue of Life.